# Distretto di Kongtong
Il distretto di Kongtong (崆峒S, KōngtóngP) è un distretto della Cina, situato nella provincia del Gansu.